# Salonmalerei

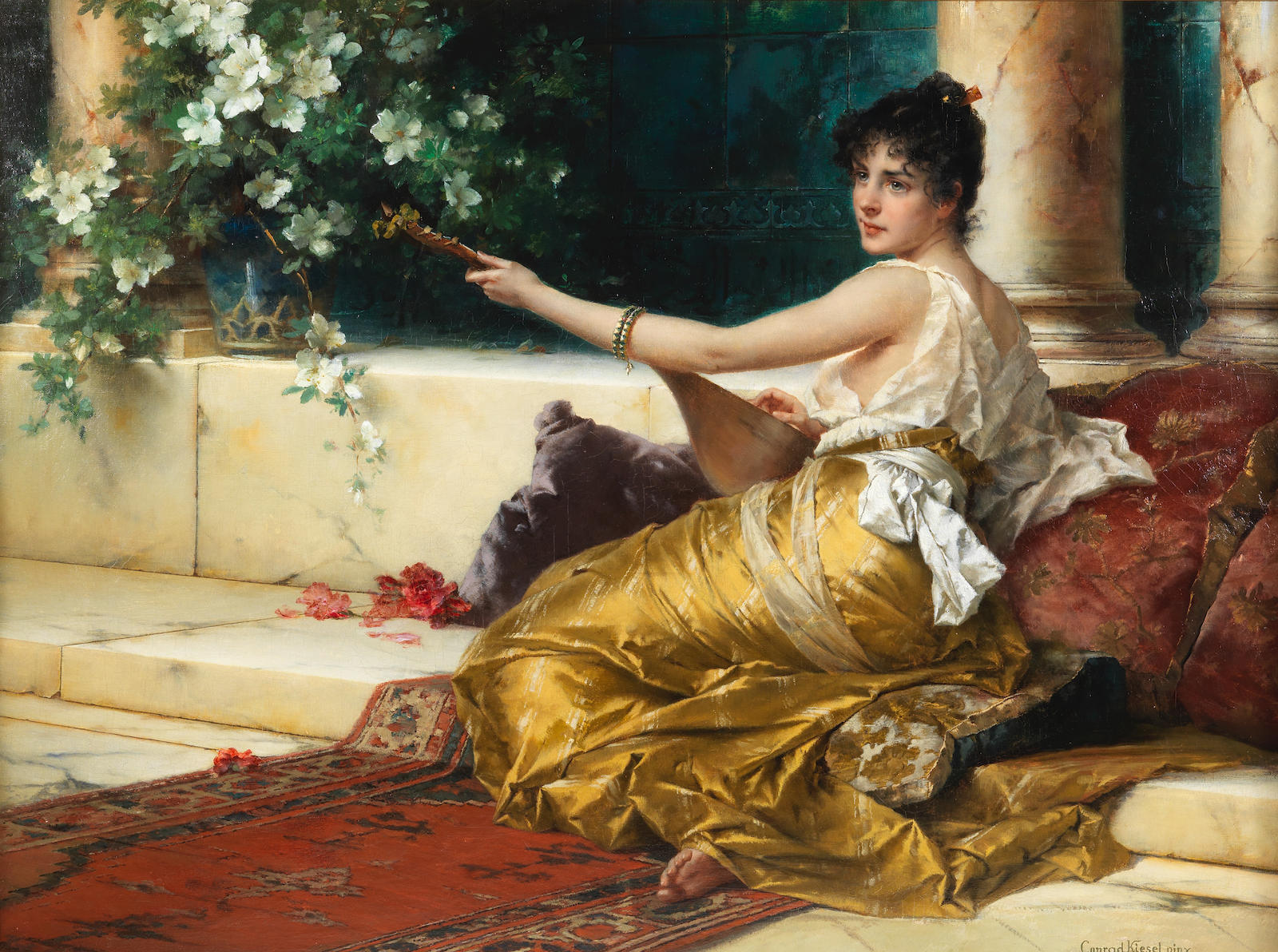
Mandolinenspielerin, Conrad Kiesel, Ende des 19. Jahrhunderts

Die Salonmalerei ist eine Stilrichtung der Malerei während des 19. Jahrhunderts.
Der Name Salonmalerei leitet sich ursprünglich von den im Salon carré des Louvre in Paris jährlich stattfindenden Ausstellungen ab (→ Salon de Paris). Seit der Zeit Ludwigs XV. fanden in Paris (ursprünglich nur im Salon carré des Louvre) Kunstausstellungen, die allgemein als Salons bezeichnet wurden, statt. Diese wurden von Louis Philippe eingeführt. Hier wurden Kunstwerke der von der Obrigkeit anerkannten Künstler ausgestellt. 
Es konnten also auch nur Kunstwerke ausgestellt werden, die dem Publikumsgeschmack, aber hauptsächlich dem der Pariser Führungsschicht entsprachen. Also passten sich die Künstler sowohl inhaltlich als auch stilistisch diesem an: Gemalt wurden historisierende und literarisch-mythologische Themen, die zugleich Vorwand und Rechtfertigung für die Zurschaustellung von viel nackter Haut boten. So wurde der Voyeurismus der Oberschicht, aber auch des breiteren Publikums bedient. Vielfigurige dramatische Szenen wurden bevorzugt dargestellt. Die Malweise ist klassizistisch und akademisch.